# Coro Universitario del Comahue
El Coro Universitario del Comahue es un coro mixto perteneciente a la Universidad Nacional del Comahue, fue creado en el año 1980 por resolución del Rectorado de la misma. 
Inició su actividad bajo la dirección del Maestro Jorge Fontenla hasta fines de 1984, momento en el que asume la dirección el Maestro Daniel Constanza y marca el rumbo durante 23 años. Desde el 2007 la conducción del coro quedó en manos del Maestro Javier Arbonés. 
En diciembre de 2011 las autoridades universitarias modifican su política cultural y disuelven el Coro, al no renovar el contrato del Maestro Arbonés dejando a la comunidad neuquina sin uno de los símbolos más importantes de su cultura. El Coro, que ha interpretado, obras sinfónicas con orquestas formadas ad hoc, de compositores como Vivaldi, J.S.Bach, Carl Orff, y otros, y ha sido un difusor de la música coral contemporánea, reconocido como una de las mejores agrupaciones corales de la Argentina. La Comunidad Neuquina y de provincias cercanas se reunía de a miles para escuchar sus conciertos anuales en un fenómeno nunca visto en el país, y raramente en el mundo. Para las funciones del Carmina Burana, (en tres funciones) se runieron 5.000 espectadores, y para la función de Navidad donde se interpretó Una Ceremonia de Navidad, del compositor Inglés Benjamin Briten y el Gloria de A.Vivaldi, la audiencia fue de 3.000 personas el Gimnasio Central de la Ciudad de Neuquén. Otros Conciertos como La oda a Santa Cecilia de Purcel, Música Religiosa del siglo XX, Albatros (una opera de Calle), Negro Spirituals, Operas (Partes corales) reunieron otras tantas personas.